# Otto; or Up with Dead People
Otto; or Up with Dead People è un film del 2008 del regista Bruce LaBruce. Presentato nel gennaio 2008 al Sundance Film Festival e nel febbraio dello stesso anno al Festival di Berlino. Il film, frutto dell'immaginazione del regista, mescola cruente scene splatter e scene di sesso gay esplicito.

## Trama
Le vicissitudini di Otto, adolescente tedesco zombi e gay, che vaga senza identità ed una precisa meta cibandosi di carcasse di animali.